# Eusparassus sexdentatus
Eusparassus sexdentatus är en spindelart som beskrevs av Embrik Strand 1906. Eusparassus sexdentatus ingår i släktet Eusparassus och familjen jättekrabbspindlar. Inga underarter finns listade i Catalogue of Life.